# Принц Махмуд (син Сулејмана Величанственог)
Принц Махмуд (1512—1521) био је први син османског султана Сулејмана Величанственог и његове миљенице Фулани Хатун. Преминуо је 1521. од неизлечиве болести.